# Sungri Motor
Sungri Motor Plant là một nhà máy ô tô rộng 600,000m² ở thành phố Tokchon (덕천), Bắc Triều Tiên. Đây là nhà máy lớn nhất của ngành công nghiệp ô tô Bắc Triều Tiên trước khi bị vượt qua bởi Pyeonghwa Motors. Nhà máy sản xuất các loại xe đô thị và xe off-road chở khách, xe chở hành cỡ nhỏ, vừa và hạng nặng, cũng như các xe tải xây dựng xe tải off-road và xe bus. Tất cả các model đều được báo cáo là bản sao hoặc có nguồn gốc từ xe ô tô nước ngoài. Xe thường dùng cho mục đích dân sự và thương mại, cũng như các quan chức chính phủ ưa thích hàng nước ngoài nhập khẩu và các lực lượng vũ trang có phương tiện riêng của họ.

## Lịch sử

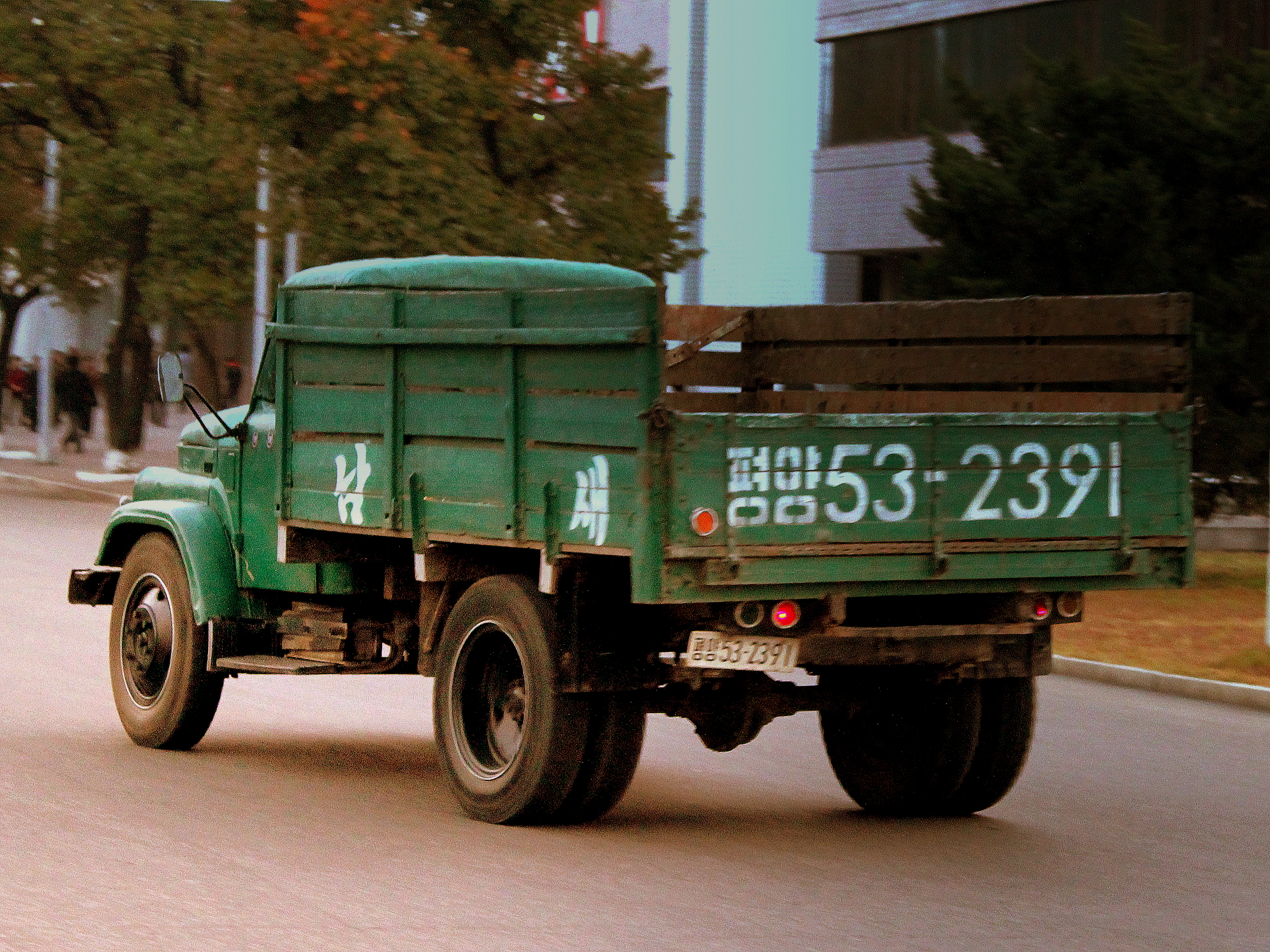
Xe tải Sungri-58

Sungri Motor Plant được thành lập vào thang11/1950 với tên gọi Tokchon Motor Plant (덕천자동차공장). Họ sản xuất chiếc xe đầu tiên của mình, chiếc xe tải Sungri-58, năm 1958. Năm 1975, nhà máy đã được đổi tên thành Sungri Motor Plant (sungri nghĩa là chiến thắng trong tiếng Triều Tiên). Năm 1980, sản lượng hàng năm đã được chính phủ đưa ra là 20.000 xe, tuy nhiên con số này là nhiều khả năng giữa 6.000 và 7.000 xe mỗi năm. Năm 1996 sản xuất đã bị tê liệt do khó khăn về kinh tế của đất nước, với khoảng 150 xe sản xuất.
Mẫu xe mới nhất sản xuất tại nhà máy này là mẫu xe bán tải Sungri ZR 5000 Giant, trang bị động cơ 4 xilanh W-shaped, công suất 1000 mã lực và có tốc độ tối đa là 200 km/h.

## Các mẫu xe hơi
- Achimkoy (아침의 꽃 - 'Hoa buổi sáng') - xe sedan 5 chỗ, một bản copy của mẫu GAZ-M20 Pobeda. Nhiều khả năng một sao chép nguyên mẫu.[3]
- ? (건축 - 'Construction')[1]
- Jaju (자주 - 'Independence' or 'Frequent') - Một chiếc xe chở khách năm chỗ ngồi.[1] Nó có nghĩa là tự lực. Bản sao của Volkswagen Passat
- Kaengsaeng (갱생 - 'tái sinh') - một phiên bản Sungri-4.10 (sự kết hợp giữa GAZ 69 Triều Tiên và Jeep) được sửa đổi nhiều năm 1968, sau đó chuyển qua sản xuất tại Pyongsang Auto Works.[1]
- Paektusan (백두산 - 'Núi Paekdu'), Pyongyang 4.10 và Kaengsaeng 88 - bản sao của mẫu xe chở khách hạng sang Mercedes-Benz W201 1987.[1]
- Shintaibaik (신태백 - 'Taebaek mới')[1]
- Sungri-4.10 - Mẫu xe 4 bánh GAZ 69 của Triều Tiên với làm mới phần phía trước.
- Sungri-4.25 - Phiên bản chở khách của GAZ 69 Triều Tiên.[1]

## Các mẫu xe tải
- Kumsusan,Kyomsusang (금수산 - 'Núi Kumsu') - Một mẫu xe tải xây dựng 40 tấn sản xuất năm 1979.[1]
- Sonyon - Xe tải giao hàng đô thị nhỏ của những năm 1990.
- Sungri-58 (승리 58호 - 'Victory 58')[1] - Bản sao của mẫu xe tải Liên Xô GAZ-51 (ГАЗ-51), tuy nhiên có hệ thống giảm xóc yếu hơn. Sungri-58 cũng bị tiêu thụ nhiên liệu cao bất thường do sự sao chép thô sơ bộ chế hòa khí của GAZ-51 bắt đầu được sử dụng từ 1961.[4][5] Nó lần đầu tiên chế tạo năm 1958.[6] Sau này Sungri-58KA và Sungri-58NA (4x4) sửa đổi với cabin mới được ra mắt vào những năm 1970..
- Sungri-60/10.10) - Một chiếc xe tải 6x6 cỡ lớn của 1960, nó có tải trọng 10 tấn và được sử dụng chủ yếu cho mục đích quân sự. Nó đã xuất hiện trên một con tem của Bắc Triều Tiên năm 1961.[7]
- Sungri-61 - dựa trên mẫu xe tải GAZ-63 (ГАЗ-63). Đây là một phiên bản 4x4 của Sungri-58. Sungri-61 được chế tạo lần đầu năm 1961.[7] Sau đó Sungri-61NA tăng trọng tải đến 2 tấn và một cabin mới.
- Sungri/Jaju-64 - dựa trên mẫu KrAZ 256. Một mẫu xe ben 6x4, nó có tải trọng 10 tấn và trang bị động diesel V8 15 lít. Nó đã xuất hiện trên một con tem của Bắc Triều Tiên năm 1965.[7] Được sản xuất từ 1964 đến 1982.
- Sungri/Jaju-82 - Một chiếc xe tải 4x2 đa mục đích năm 1982, nó có tải trọng 10 tấn và trang bị động diesel V8 15 lít. Nó đã xuất hiện trên một con tem của Bắc Triều Tiên năm 1988. Đôi khi được gọi là "Chaju".[8]
- Sungrisan/Konsor-25 ('Mount Victory'/'Construction') - một mẫu xe ben 25 tấn của năm 1970. Nó dựa trên mẫu xe tải BelAZ.[7] Sau đó được sản xuất ở nhà máy March 30th Works.